# TVP ABC 2
TVP ABC 2 (dawniej TVP eSzkoła Domowe Przedszkole lub TVP Domowe Przedszkole) – internetowy kanał tematyczny Telewizji Polskiej o charakterze edukacyjnym skierowany dla dzieci w wieku przedszkolnym, który został uruchomiony 23 marca 2020 roku o godz. 9:00. Kanał TVP eSzkoła Domowe Przedszkole nadawał od poniedziałku do piątku początkowo przez 4 godziny dziennie (od 9:00 do 13:00), z czasem emisję wydłużono do 17:35.
15 lutego 2022 roku o godz. 6:00 kanał zmienił nazwę na TVP ABC 2, ale wcześniej, pod koniec 2021 roku, w ósmym multipleksie naziemnej telewizji cyfrowej (MUX 8) pojawił się przekaz pod nazwą TVP ABC 2 gdzie był nadawany kanał TVP eSzkoła Domowe Przedszkole. Jako pierwszy program w TVP ABC 2 wyemitowano Domisie. Stacja nadaje codziennie przez 18 godzin dziennie, od 6:00 do północy.
Stacja jest dostępna w telewizji hybrydowej na trzecim multipleksie naziemnej telewizji cyfrowej, na platformie TVP Stream oraz poprzez stronę internetową krainaabc.tvp.pl.
Od 2 marca 2022 roku kanał emituje bajki z ukraińskim lektorem w określonych porach. Są to tytuły autorskie TVP takie jak Halo halo!, Licz na Wiktora czy Zagadki zwierzogromadki. Ponadto nadawca zapowiedział, że trwają pracę nad ukraińskojęzycznymi wersjami kolejnych programów.
Kanał miał zostać zlikwidowany pod koniec 2024 roku, ale obecnie jest odrzucany Maciej Świrski.

## Programy
| Rok premiery | Tytuły programów |
| ------------ | --- |
| 2020         | Budzik; Nauka literek z Żużu; Teatr Pana Skarpety; Jak da się myszy ciasteczko; ABC Rytmiki; Margolcia i Miś zapraszają dziś; YooHoo na ratunek; Rysunkowe ABC; Olimpiada Bolka i Lolka; Na koniec smaku i jeszcze dalej; Ela, Oskar i Puf; Amelka zostaje w domu; Rodzina Treflików; Domowe historie; Bella i Sebastian; Domisie; Wyprawa profesora Gąbki; Halo, halo!; ALCHEMIK; Tytus, Romek i Atomek; Przygody Bolka i Lolka; Zwierzaki czytaki; Agatka; Wesoła Kuchnia Ani i Fabiana; Gimnastyka buzi i języka |
| 2021         | Heidi; Jak borsuk z lisem; Przygody kota Filemona; Yakari; ABC Przedszkolaka; Naukowe abecadło; Clifford – wielki czerwony pies; Figu Migu; Niespodzianka poranka; Licz na Wiktora; Nela mała reporterka; Teledysk ABC; Przyjaciele Misia i Margolci; Naj, naj, najważniejsze; Ptyś i Bill; Kid Lucky; Studio ABC; Księżyc i ja; Ugotuj nam bajkę; Reksio; Ale talent!; Czytanie przed spaniem; Maks i Ruby; Mały futrzak |
| 2022         | Cześć, czy mogę cię zjeść?; Nie ma jak Rosie; Szkoła z kleksem bystrzakiem; Mała szkoła Helenki; Lisek i Trusia; Odlotowe opowieści; Mi-mi-miśki; Tyci encyklopedia Bzyka; Pamiętnik Florki; Bolek i Lolek wyruszają w świat; Zagadki zwierzogromadki; Bolek i Lolek na Dzikim Zachodzie; Bolek i Lolek wśród górników; 44 koty; Bracia Koala; Super Wings; Mega-ekspres; Tru i Tęczowe Królestwo; Przyjaciele z podwórka; Bobaski i Miś; Zabawy Bolka i Lolka; Bajki Bolka i Lolka; Super Wings: Super lotki; Wielka podróż Bolka i Lolka; Słoń Benjamin; Ricky Zoom; Ćwierkające historie; Kosmoloty; Rev and Roll; Wishenpoof; Miś Uszatek; Bolek i Lolek wyruszają w świat; Wakacje Bolka i Lolka; Figu i Migu na planecie Czochras; Świnka Peppa; Margolcia i Miś zapraszają dziś; Wieczór z Wiadomirkiem; Przygody Misia Paddingtona; Wissper; Tilda mała mysz; Niesamowity Dżini; Cleo i Cuquin; Bolek i Lolek; Bolek i Lolek w Europie; Tree Fu Tom; Dino Ranczo; Mush-Mush i Grzybaszki; Małe i duże przygody Miffy; Pszczółka Maja; Strażniczki tęczy |
| 2023         | Oli i Luna; Oktonauci |

## Dostępność
- DVB-T (MUX 3) – pozycja 92 poprzez HbbTV[13];
- online pod adresem eszkola.tvp.pl na platformie telewizyjnej TVP.